# Gemeinschaft a Gesellschaft
Gemeinschaft a Gesellschaft je podle německého sociologa Ferdinanda Tönniese dvojí ideální typ lidského soužití neboli sociální vazby: Gemeinschaft , česky společenství nebo pospolitost s pevnými osobními vazbami, a Gesellschaft, česky společnost s racionální organizací a volnějšími vazbami. Téma rozpracoval v díle Gemeinschaft und Gesselschaft, vydaném v roce 1887. Nevyskytují se v čisté podobě, ale zpravidla smíšené, nicméně umožňují popis a pochopení jistých rysů každé společnosti.

## Pospolitost
Pospolitost (Gemeinschaft) je uspořádání sociálních vazeb typické pro tradiční společnosti, kdy lidé žijí v malých skupinách, řídí se autoritami a tradičním mravem a sledují společné zájmy. Postavení jedince v pospolitosti je pevně dáno a každý jedinec je nezaměnitelný, takže navenek je pospolitost spíše uzavřená. Vazby mezi lidmi vznikají v rodinách a v sousedství jako příbuzenství, sousedství nebo přátelství. Všichni jsou vedeni přirozenou či organickou vůlí, kterou Tönnies nazval „Wessenville“. Tento typ vůle zrcadlí duši jedince, kterou není schopen racionálně ovlivnit a která plyne z jeho citů, ze spokojenosti života a lidí vyskytující se v jeho okolí.

## Společnost
Ve městech a zejména v období průmyslové revoluce se vazby mezi lidmi proměňují z pospolitosti (Gemeinschaft) na společnost (Gesellschaft). Ta podle Tönniese staví na svobodné volbě („Kürwill“, původně „Willkür“ čili libovůle), každý sleduje především své vlastní zájmy a jeho vůle představuje výsledek racionální úvahy, kalkulu. Ve velkých, početných společnostech se lidé vzájemně většinou neznají, takže na významu nabývají obecná pravidla a veřejné mínění. Vymaňují se z daných "organických" (například rodinných) vazeb, které nemohli změnit, a navazují volnější, oboustranně prospěšné vztahy, například prostřednictvím smluv nebo směny. Jako partneři takových vztahů jsou do značné míry zaměnitelní a každý sleduje své vlastní cíle. Pokud si lidé pomáhají a spolupracují, očekávají i nějaký vlastní prospěch, a jakýkoli vnější zásah do svého života vnímají jako nepříjemnost.
Každá společnost je ovšem směsí obou typů společenských vazeb a znaky pospolitosti dále trvají například v rodinách, malých přátelských pospolitostech a podobně.

## WesenwilleaKürwill
Oba tyto druhy vůle (Wesenwille a Willkür) jsou považovány za příčiny nebo dispozice k jednání. Všechny společnosti obsahují sociální vazby obou typů a Gemeinschaft se historicky objevuje dříve, ale s technickým pokrokem a urbanizací se jejich rovnováha výrazně posunula směrem k více individualistické společnosti, Gesellschaft.

## Práce Maxe Webera
Později s koncepcí pracoval sociolog Max Weber, který v práci "Ekonomika a společnost" (1921) představil Gemeinschaft a Gesellschaft jako dva ideální typy a jejich prostřednictvím zachytil sociální změnu napříč historií a vývoj interakce mezi lidmi. Weber toto dílo napsal jako přímou odpověď Ferdinandu Tönniesovi. Podle Webera je „Gemeinschaft“ zakořeněna v subjektivních pocitech, které mohou být tradiční nebo založené na emocích (afektivní). Vztahy zakládající Gesellschaft jsou podle Webera založeny na vzájemné racionální dohodě, jejímž pravděpodobně nejlepším příkladem je obchodní smlouva. Aby zdůraznil prolínání a přechody mezi vztahy typu Gemeinschaft a Gesellschaft, užívá Weber místo toho pojmy Vergemeinschaftung a Vergesellschaftung, což jsou slovesné tvary těchto termínů. Weber toto rozlišení Gemeinschaft a Gesellschaft popsal v eseji Classes, Stände, Parties, která byla základem pro jeho teorii sociální stratifikace (vlastnické, výdělečné a sociální třídy).